# Cabral (Repubblica Dominicana)
Cabral è un comune della Repubblica Dominicana di 13.907 abitanti, situato nella Provincia di Barahona.